# Milton Cruz
Milton Cruz, född den 1 augusti 1957 i Cubatão, Brasilien, är en brasiliansk fotbollsspelare som tog OS-silver i fotbollsturneringen vid de olympiska sommarspelen 1984 i Los Angeles.